# 唐區
唐區（Down Borough Council；愛爾蘭語：Comhairle Ceantair an Dúin），是北愛爾蘭東南部的一個區。面積647 km²，2006年人口68,300人。區行政中心為唐帕特裡克。